# Northrop Corporation
Нортроп Корпорейшн (англ. Northrop Corporation) — американская авиастроительная компания, существовавшая с 1939 по 1994 год. Более двух третей доходов от продаж продукции и предоставляемых услуг составлял федеральный клиентский сектор обслуживания военных заказов (без учёта иностранных заказчиков американского вооружения и военной техники).

## История
Компания была основана Джоном Нортропом в городе Хоуторн (штат Калифорния) в 1939 году под названием Northrop Aircraft Company. Она стала третьей авиастроительной компанией, основанной Нортропом. Компания приобрела известность благодаря своим проектам «летающих крыльев» (из которых, несмотря на целый ряд прототипов, прошедших лётные испытания, в серийное производство был запущен только бомбардировщик B-2 Spirit), а также созданию тяжёлого ночного истребителя P-61 Black Widow (1942 год). В 1952 году Нортроп отошёл от дел компании, а в 1958 году она сменила название на Northrop Corporation. В это время компания в основном производила комплектующие к самолётам и ракетам, однако продолжала разрабатывать новые модели самолётов, в частности реактивный перехватчик F-89 и истребитель F-5 Freedom Fighter.
В 1972 году компания оказалась замешанной в скандале с незаконным взносом в избирательную кампанию Ричарда Никсона; позже компании пришлось признать массовые случаи дачи взяток официальным лицам разных стран, включая Индонезию, Иран и Саудовскую Аравию (в сумме на 30 млн долларов). В последующие годы у Northrop Corporation продолжались проблемы: её версия нового истребителя F-17 Cobra проиграла тендер модели General Dynamics F-16; позже начался выпуск модели F-18 Hornet в партнёрстве с McDonnell Douglas, однако это партнёрство вскоре вылилось в многолетнюю судебную тяжбу. В середине 1980-х годов начался выпуск ориентированного на экспорт истребителя F-20 Tigershark, но он не пользовался спросом, поскольку был слишком упрощён по сравнению с передовыми разработками на вооружении ВВС США. Наиболее успешной разработкой конца 1980-х годов был B-2 Spirit (на него в начале 1990-х годов приходилось более половины выручки), но этот и другие проекты потребовали значительных инвестиций, и к 1989 году долг компании превысил миллиард долларов. В 1990 году Northrop признала себя виновной в фальсификации данных по двум военным программам и заплатила штраф 17 млн долларов. В 1992 году была куплена 49-процентная доля в компании Vought Aircraft (остальная доля была у Carlyle Group).
После проигрыша Lockheed Martin в борьбе за контракт по программе Advanced Tactical Fighter и отклонения заявки на участие в программе Joint Strike Fighter компания была вынуждена объединиться с корпорацией Grumman и образовать компанию Northrop Grumman.
Завод в Хоуторне в настоящее время используется SpaceX.